# Gedővári Imre
Gedővári Imre (Budapest, 1951. július 1. – Gárdony, 2014. május 22.) olimpiai bajnok kardvívó, sportvezető. 1974 és 1988 között szerepelt a magyar válogatottban. Három olimpián vett részt, melyeken összesen egy első, két harmadik és egy negyedik helyezést ért el.

## Sportpályafutása
1964-től az Újpesti Dózsa, majd 1986-tól a Budapesti Vasas kardvívója volt.
1971-ben ezüstérmes volt az ifjúsági világbajnokságon. 1973-ban bronzérmet szerzett az universiaden. 1974-ben szerepelt először felnőtt vb-n, ahol csapatban negyedik lett. A következő évben Budapesten csapatban második, egyéniben negyedik volt a világbajnokságon. Az 1976-os olimpián csapatban a negyedik helyen zárt.
1977-ben a vb-n csapatban harmadik, egyéniben negyedik helyezett volt. Az universiaden csapatban második, egyéniben negyedik lett. Az 1978-as világbajnokságon csapatban aranyérmes lett. A következő évben csapatban ötödik, egyéniben hatodik helyen végzett a világbajnokságon. Az universiaden aranyérmes volt. Az 1980-as olimpián egyéniben és csapatban is bronzérmet szerzett.
1981-ben csapatban arany-, egyéniben ezüstérmes volt a világbajnokságon. Az Európa-bajnokságról győzelemmel tért haza. 1982-ben megvédte világbajnoki címét. Egyéniben harmadik lett. Az Európa-bajnokságon ötödik helyen zárt. 1983-ban csapatban második volt a világbajnokságon.
1985-ben vb harmadik, 1986-ban negyedik volt csapatban. A következő évben egyéniben ötödik, csapatban hetedik lett a világbajnokságon. Az 1988. évi szöuli olimpián tagja volt a Bujdosó Imre, Csongrádi László, Gedővári Imre, Nébald György, Szabó Bence összeállítású, bajnokságot nyert magyar kardcsapatnak.
Az aktív sportolást a szöuli olimpia után fejezte be. A fináléban 8–7-es szovjet vezetésnél Gedővári lépett pástra az utolsó párban. Összecsapásukban, 4-4-es állásnál a szovjet Alsan volt a kedvezményezett, de Gedővári érte el a győztes találatot, mellyel jobb tusaránnyal a magyar csapat szerezte meg az aranyérmet.

## Sportvezetőként
Visszavonulása után 1989-ig a Magyar Vívószövetség titkára, 1989-től 1991-ig főtitkára volt. 1989-től elnökségi tag lett (újraválasztva: 1992). 1991 és 1996 között az Újpesti TE elnöke volt. Ezt követően jogászként dolgozott.
1972-ben a Bánki Donát Gépipari Műszaki Főiskolán gépész üzemmérnöki, 1987-ben az Eötvös Loránd Tudományegyetemen jogi diplomát szerzett.

## Sporteredményei
- olimpiai bajnok (csapat: 1988)
- kétszeres olimpiai 3. helyezett (egyéni: 1980 ; csapat: 1980)
- olimpiai 4. helyezett (csapat: 1976)
- háromszoros világbajnok (csapat: 1978, 1981, 1982)
- háromszoros világbajnoki 2. helyezett (egyéni: 1981; csapat: 1975, 1983)
- háromszoros világbajnoki 3. helyezett (egyéni: 1982 ; csapat: 1977, 1985)
- Európa-bajnok (egyéni: 1981)
- négyszeres Világkupa-győztes (egyéni: 1980, 1981, 1982, 1984)
- Universiade-győztes (egyéni: 1979)
- Universiade 2. helyezett (csapat: 1977, 1979)
- Universiade 3. helyezett (csapat: 1973)
- tízszeres magyar bajnok:
  - egyéni: 1980–1984, 1987, 1988
  - csapat: 1976, 1979, 1985

## Díjai, elismerései
- Az év magyar vívója (1978, 1984)
- A Magyar Népköztársaság Csillagrendje (1988)
- Kemény Ferenc-díj (1992)
- A Vasas SC aranygyűrűje (2000)